# Анђеоски пријатељи
Анђеоски пријатељи (енг. Angel’s Friends) је италијански стрип и телевизијска цртана серија жанра чаробна девојчица. Стрип је први пут изашао у марту 2007. године, а цртана серија 12. октобра 2009. Друга сезона је имала премијеру 29. априла 2012. у Русији. Постоји и телевизијски цртани филм Анђеоски пријатељи: Међу сном и јавом, чија радња се одвија између две сезоне, који је изашао 23. априла 2011.
На српски језик је синхронизована само прва сезона, и емитована је на ТВ каналу Ултра у Србији, Црној Гори, Босни и Херцеговини и БЈР Македонији. Синхронизацију је радио студио Лаудворкс. Касније је емитована и на каналу Пинк 2.
Разматра се и играна адаптација приче, или филм или серија. Пробни пилот Darkly је снимљен 2016. гофине, од стране Плеј ентертејнмента и Мед рокет ентертејнмента, у адаптацији Данијелеа Кошија и режији Алесија Лигуорија. Алесандро Данци се нашао у улози Сулфиса, Деметра Белина у улози Раф, а Дениз Тантучи у улози Рејне. Радња је доста мрачнија у односу на претходне медије, и намењена је старијој публици. У овој верзији Рејна убија Раф и Сулфиса, који се рађају као људи, без икаквих сећања.

## Радња
Четири анђела (Раф, Ури, Свит и Мики) и четири ђавола (Сулфис, Кабирија, Кабали и Гас) су послати на Земљу, где уче све што им треба да би постали чувари. Анђели и ђаволи морају да раде у паровима, а сваком је додељен по један човек, којем помажу да се одлучи између добрих и лоших одлука, а да их он не открије. Анђели и ђаволи не могу да делају у исто време, те бирају ко је први на потезу у соби изазова. Такође су изложени ветоу - не смеју додиривати људе, дозволити да их виде, да се директно мешају у њихове животе или одлучивати уместо њих.

## Улоге
| Улога               | Српски глас             |
| ------------------- | ----------------------- |
| Раф                 | Теодора Ристовски       |
| Ури                 | Јелена Ђорђевић Поповић |
| Свит                | Сања Поповић            |
| Мики                | Александра Томић        |
| Сулфис              | Павле Јеринић           |
| Кабирија            | Теодора Ристовски       |
| Кабали              | Сања Поповић            |
| Гас                 | Павле Јеринић           |
| Рејна               | Александра Томић        |
| Малакај             | Милан Чучиловић         |
| Професорка Темптела | Јелена Ђорђевић Поповић |
| Професор Арчибалд   | Милан Чучиловић         |
| Андреј              | Владан Милић            |
| Џенифер             | Ивана Александровић     |
| Јулија              | Теодора Ристовски       |
| Хелен               | Јелена Ђорђевић Поповић |
| Гејб                | Владан Милић            |
| Ниша                | Александра Томић        |

## Приказивање широм света
| Држава         | Канал                                             |
| -------------- | ------------------------------------------------- |
| Албанија       | Bang Bang, Sofia Channel                          |
| Аргентина      | LS 85 TV, LV 81 TV                                |
| БиХ            | ОБН, Ултра                                        |
| БЈРМ           | Ултра                                             |
| Венецуела      | Venevisión                                        |
| Грчка          | Star Channel, Makedonia TV, Krhth TV 1            |
| Израел         | Arutz HaYeladim                                   |
| Иран           | Tameshk TV                                        |
| Италија        | Italia 1, Boing                                   |
| Канада         | Univision Canada, Ici Radio-Canada Télé           |
| Малезија       | NTV7                                              |
| Мексико        | KW, a+                                            |
| Перу           | Frequencia Latina                                 |
| Пољска         | TVN Style                                         |
| Португалија    | SIC K                                             |
| Русија         | Teleteen, TV3, Obzor TV, Multimania               |
| САД            | Ен-Би-Си                                          |
| Србија         | Ултра                                             |
| Република Кина | Nice Bingo                                        |
| Турска         | Star TV, Smart Çocuk, Planet Çocuk, Kidz TV, JOJO |
| УАЕ            | Spacetoon                                         |
| Француска      | Télétoon+                                         |
| Хрватска       | РТЛ Коцкица                                       |
| Црна Гора      | Ултра                                             |
| Чешка          |                                                   |
| Шведска        | TV4                                               |
| Шпанија        | Картун нетворк, Џ, Boing                          |